# Burn The Priest
El álbum debut de Lamb of God, aunque por aquellos años se les conocía como Burn The Priest antes de conocerse con el nombre actual, en donde se encontraban todos los integrantes y sonidos característicos excepto Willie Adler que sustituyó al guitarrista Abe Spear.

## Lista de canciones
1.-"Bloodletting" - 1:58
2.-"Dimera" - 2:26
3.-"Resurrection #9" - 5:07
4.-"Goatfish" - 2:21
5.-"Salivation" - 2:12
6.-"Lies of Autumn" - 4:48
7.-"Chronic Auditory Hallucination" - 3:54
8.-"Suffering Bastard" - 1:59
9.-"Buckeye" - 3:53
10.-"Lame" - 1:51
11.-"Preaching to the Converted" - 2:30
12.-"Departure Hymn" - 2:39
13.-"Duane" - 2:17
14.-"Ruiner" - 2:08
- Datos: Q1758069